# Diácono João Luiz Pozzobon
Diácono João Luiz Pozzobon (pronunciación portuguesa: [di'akonu jo'äw lu'is p'osob'öw], ‘diácono João Luiz Pozzobon’ diácono brasileño) es un barrio del distrito de Sede, en el municipio de Santa Maria, en el estado brasileño de Río Grande del Sur. Está situado en el este de Santa Maria.

## Villas
El barrio contiene las siguientes villas: Conjunto Residencial Diácono João Luiz Pozzobon, Jardim Berleze, João Luiz Pozzobon, Loteamento Paróquia das Dores, Vila Cerrito, Vila Maringá.

## Galería de fotos

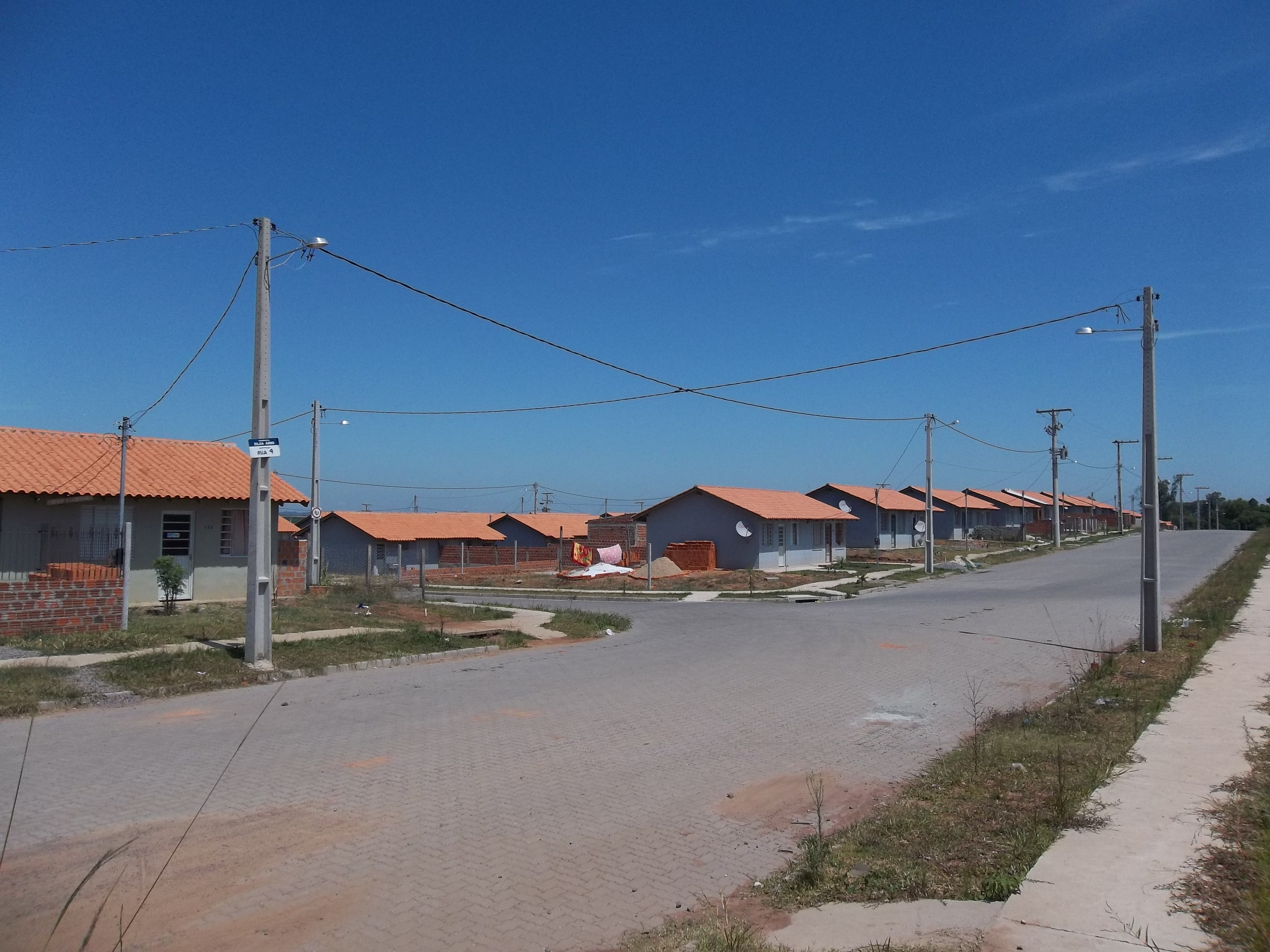
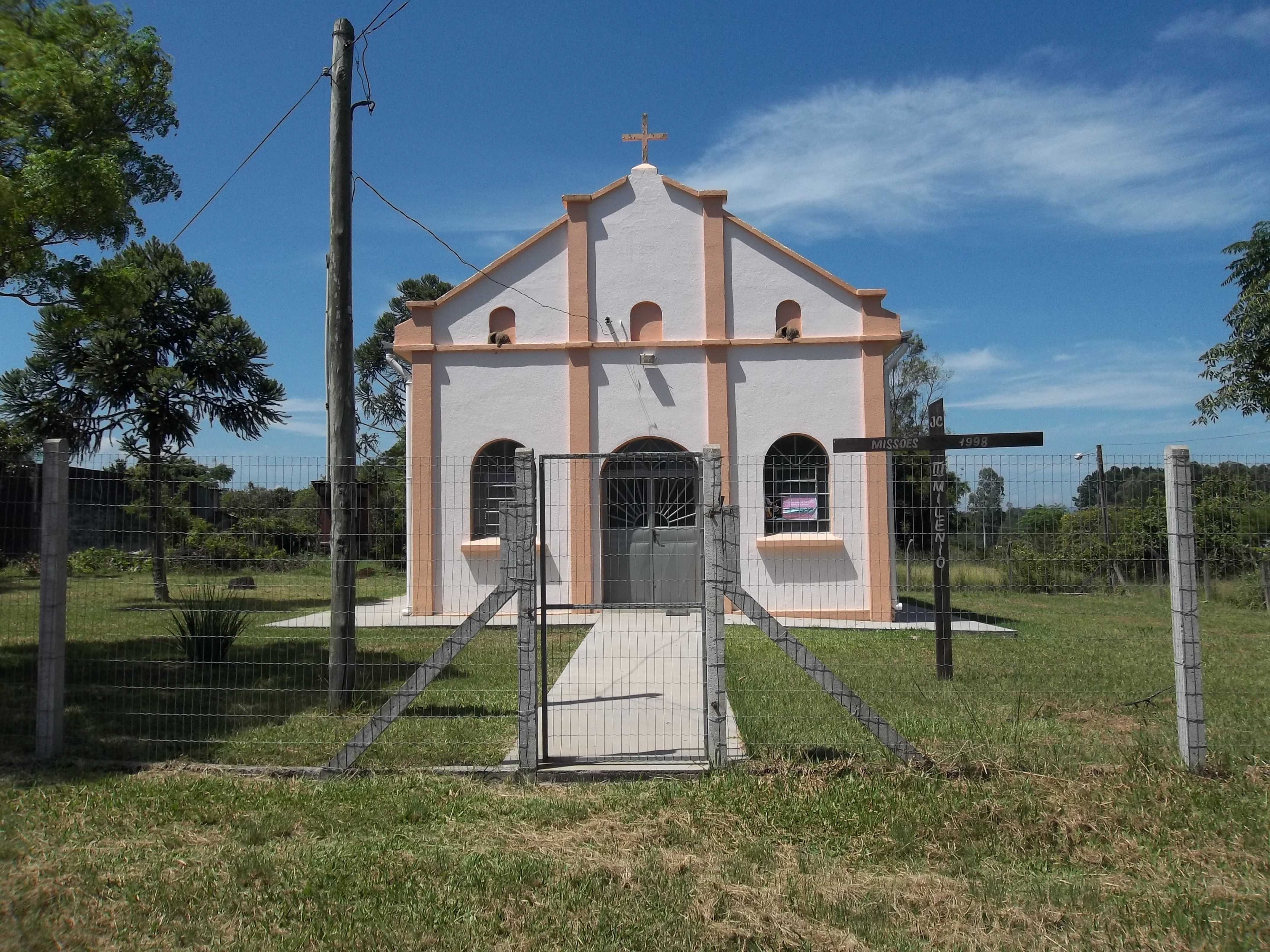
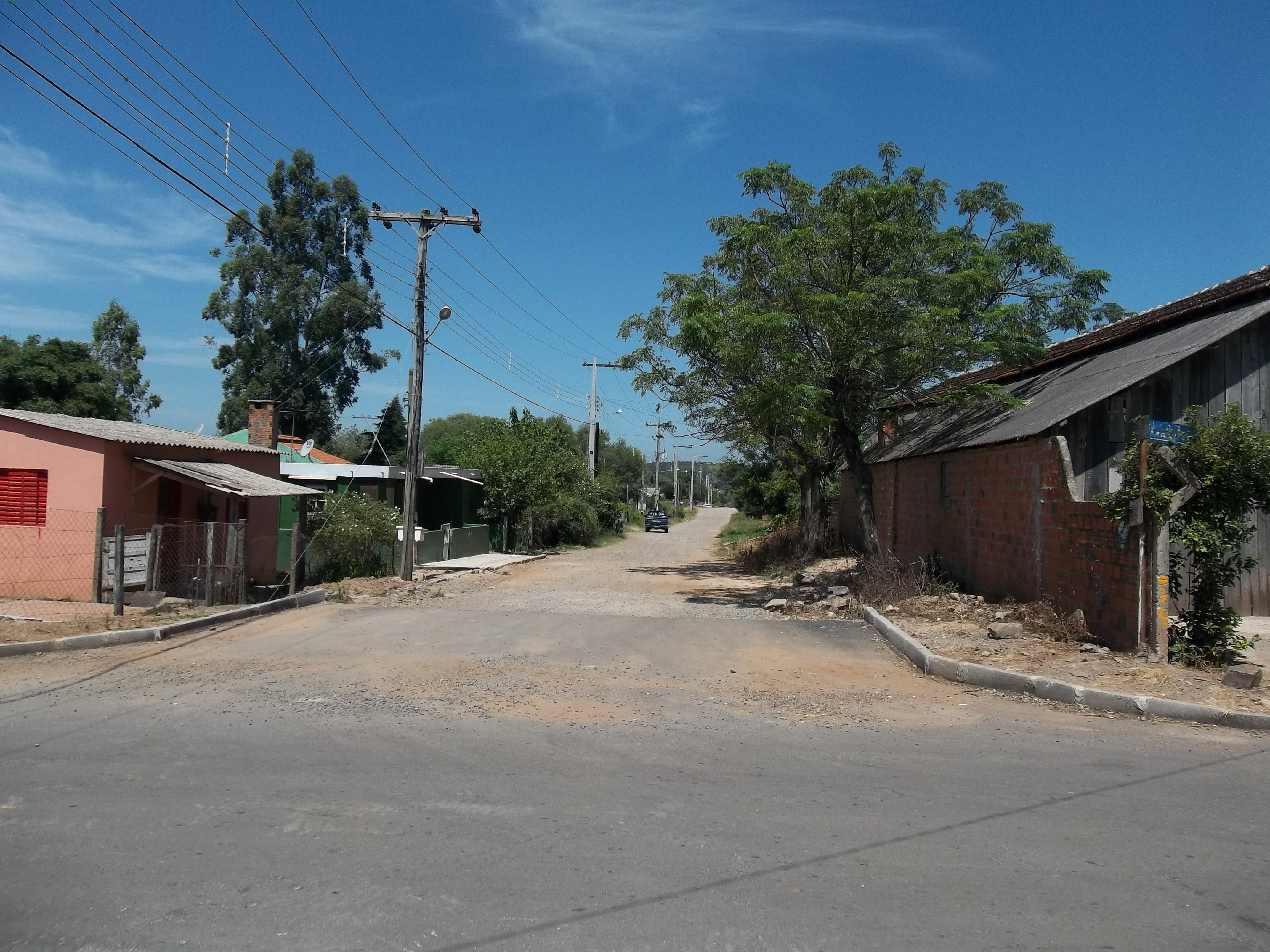
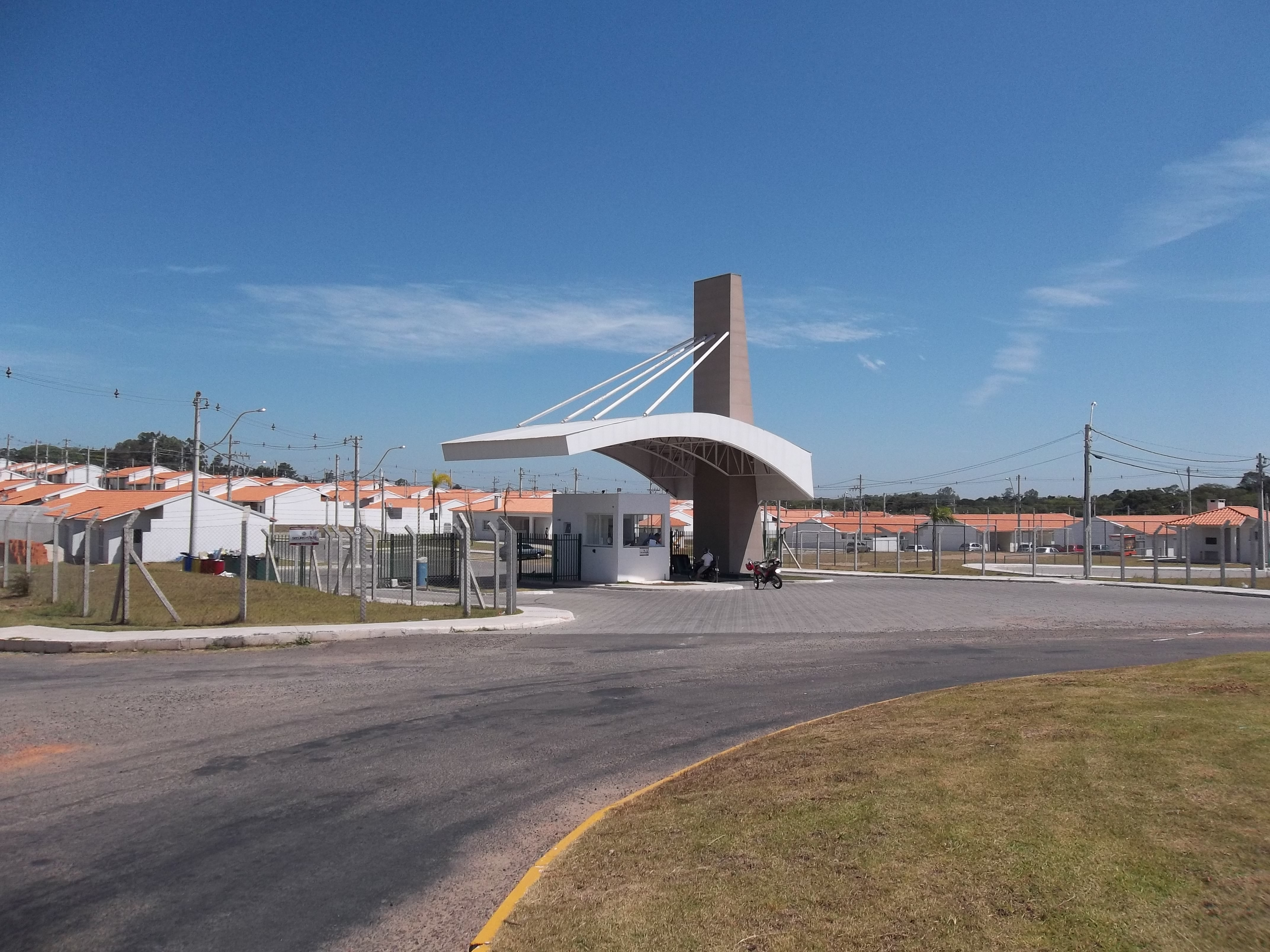
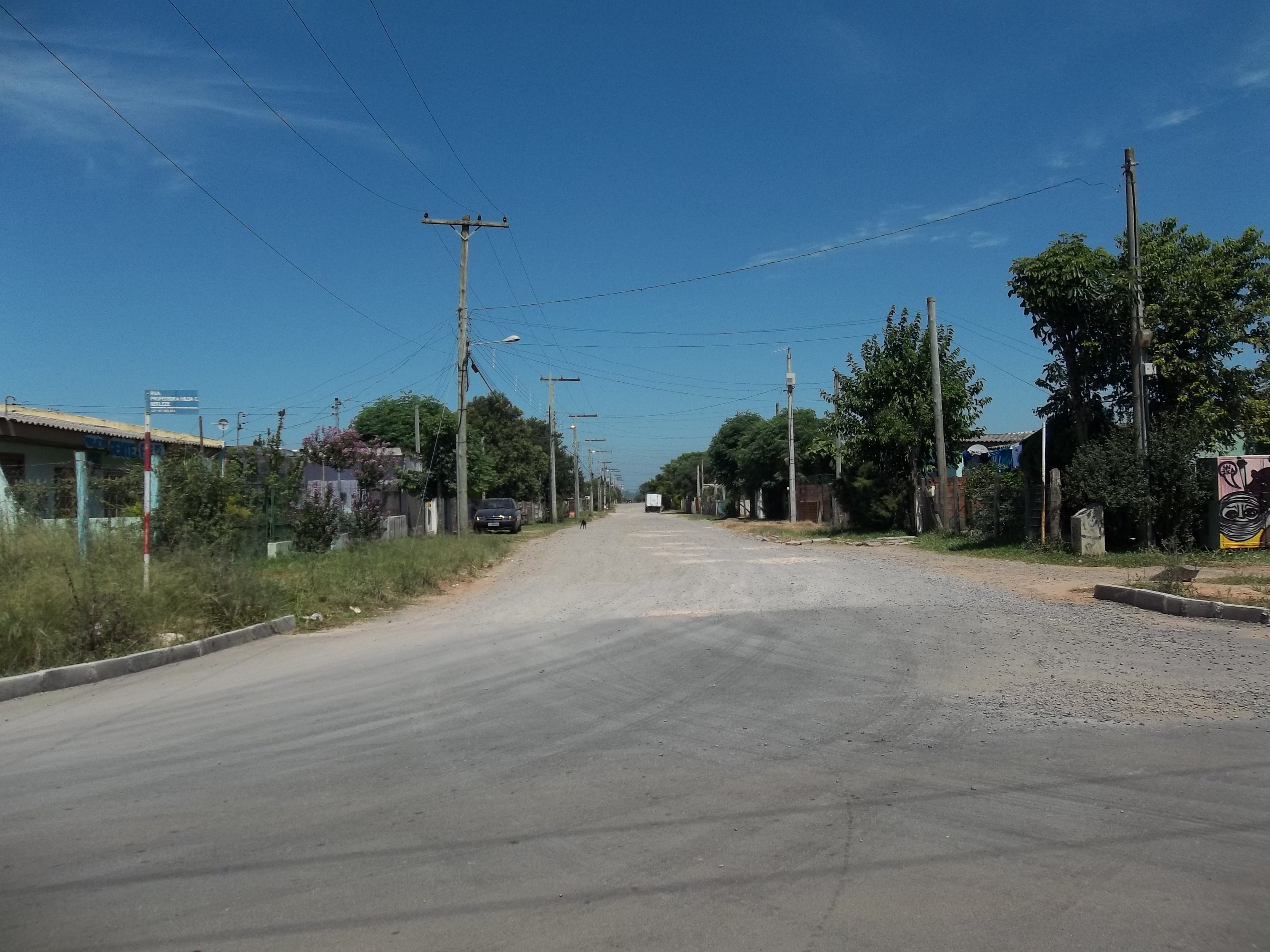

| Noroeste: Cerrito        | Norte: Cerrito / São José | Nordeste: São José Camobi |
| Oeste: Cerrito Tomazetti |                           | Este: Camobi Pains        |
| Suroeste: Tomazetti      | Sur: Tomazetti / Pains    | Sureste: Pains            |